# Rio Branco Sport Club
Il Rio Branco Sport Club, meglio noto come Rio Branco, è una società calcistica brasiliana con sede nella città di Paranaguá.

## Storia
Il 13 ottobre 1913, il Rio Branco Sport Club è stato fondato Anibal José de Lima, Raul da Costa Pinto, Euclides de Oliveira, Manoel Victor da Costa, Antônio Gomes de Miranda, José de Oliveira, Antônio Ferrer da Rosa e Jarbas Nery Chichorro.
Nel 1915, il Rio Branco ha partecipato alla prima edizione del Campionato Paranaense. Il club ha terminato all'ultimo posto su sei squadre partecipanti.
Nel 1956, il Rio Branco ha professionalizzato il suo reparto di calcio, e ha partecipato al Campeonato Paranaense Divisão Especial (che era la seconda divisione statale). La sua prima partita professionistica è stata contro l'Água Verde. Il Rio Branco ha vinto 3-2.
Nel 1996, il Rio Branco ha partecipato al Campeonato Brasileiro Série C. Il club è stato eliminato alla terza fase dal Figueirense.
Nel 2000, il club ha partecipato alla Copa João Havelange. Il club è stato inserito nel "Modulo Bianco", che in quella stagione era l'equivalente della terza divisione. Il Rio Branco è stato eliminato al secondo turno.
Nel 2005, il club è stato amministrato da quattro imprenditori, Mário Roque, José Carlos Possas, José Manuel Chaves e Marquinhos Roque.